# Acid Queen
Acid Queen je drugi studijski album američke pjevačice Tine Turner. 

## Popis pjesama
Strana A
1. "Under My Thumb" - 3:22
2. "Let's Spend the Night Together" - 2:54
3. "Acid Queen" - 3:01
4. "I Can See for Miles" - 2:53
5. "Whole Lotta Love" - 5:24

Strana B
1. "Baby Get It On" (Ike & Tina Turner) - 5:34
2. "Bootsy Whitelaw" - 5:06
3. "Pick Me Tonight" - 3:13
4. "Rockin' and Rollin'" - 4:02

Dodatne pjesme na izdanju iz 1991.
1. "I Know" (Ike & Tina Turner) - 3:22
2. "Crazy 'Bout You Baby" - 3:26
3. "I've Been Loving You Too Long" - 3:55